# Miriam Lichtheim
Miriam Lichtheim (Istanbul, 1914 - Jerusalem, 2004) fou una egiptòloga i traductora de texts egipcis antics. És considerada com una de les millors coneixedores de la literatura de l'antic Egipte.

## Biografia
A la dècada de 1930 va estudiar amb Hans Jakob Polotsky a la Universitat Hebrea de Jerusalem. L'any 1941 va viatjar als Estats Units on va estudiar i va rebre un Doctorat en Egiptologia de la universitat de Chicago. Va treballar com a bibliotecària acadèmica a Yale i posteriorment a la universitat de Califòrnia, on va ser bibliògrafa i conferenciant especialitzada (lecturer) en el Llevant mediterrani (Xam) fins al seu retir l'any 1974. L'any 1982 es va traslladar a Israel on va ensenyar a la Universitat Hebrea fins a la seva mort el 2004.

## Obra
L'any 1973 va publicar el primer volum de Ancient Egyptian Literature (Literatura antiga egípcia), amb traduccions dels textos dels Imperis Antic (2700-2200 aC.) i Mitjà (2040-1795 aC.) En aquesta obra explica el començament i l'evolució dels diferents gèneres literaris a l'antic Egipte, tant els inscrits en pedra o òstracon com sobre papir.
L'any 1976 va publicar el segon volum, amb els texts escrits en l'Imperi Nou (1550-1080 aC.), seguit per un tercer volum l'any 1980 amb la literatura corresponent a l'últim mil·lenni de la civilització faraònica, que coincideix amb el primer mil·lenni aC..
Es tracta d'una antologia que s'ha convertit en clàssica en el camp de la egiptologia, i que retrata l'evolució de la literatura egípcia.

### Publicacions
- Coptic Ostraca from Medinet Habu.  Ed. University of Chicago Press. (A partir les transcripcions d'Elizabeth Stefanski), 1952.
- Ancient Egypt: A survey of current historiography.  Ed. The American Historical Review, 1963.
- Ancient Egyptian Literature.  Ed. University of California Press en 2006, 1973. ISBN 0520248422.
- Late Egyptian Wisdom Literature in the International Context.  Ed. Universitätsverlag, 1983. ISBN 372780291X.
- Ancient Egyptian autobiographies chiefly of the Middle Kingdom: A study and an anthology.  Ed. Universitätsverlag, 1988. ISBN 3727805943.
- Maat in Egyptian Autobiographies and Related Studies.  Ed. Universitätsverlag, 1992. ISBN 3727808462.
- Moral Values in Ancient Egypt.  Ed. University Press, 1997. ISBN 3727811382.
- Telling it Briefly: A Memoir of My Life.  Ed. University Press Fribourg, 1999. ISBN 3727812486.